# Бланзаге-Сен-Сибар
Бланзаге́-Сен-Сиба́р (фр. Blanzaguet-Saint-Cybard) — коммуна во Франции, находится в регионе Пуату — Шаранта. Департамент — Шаранта. Входит в состав кантона Вильбуа-Лавалет. Округ коммуны — Ангулем.
Код INSEE коммуны — 16047.
Коммуна расположена приблизительно в 410 км к юго-западу от Парижа, в 125 км южнее Пуатье, в 24 км к юго-востоку от Ангулема.

## Население
Население коммуны на 2008 год составляло 249 человек.
| 1962 | 1968 | 1975 | 1982 | 1990 | 1999 | 2008 |
| ---- | ---- | ---- | ---- | ---- | ---- | ---- |
| 304  | 280  | 255  | 252  | 223  | 216  | 249  |

## Экономика
В 2007 году среди 156 человек в трудоспособном возрасте (15—64 лет) 105 были экономически активными, 51 — неактивными (показатель активности — 67,3 %, в 1999 году было 68,1 %). Из 105 активных работали 94 человека (54 мужчины и 40 женщин), безработных было 11 (4 мужчины и 7 женщин). Среди 51 неактивных 10 человек были учениками или студентами, 25 — пенсионерами, 16 были неактивными по другим причинам.

## Достопримечательности
- Церковь Сен-Сибар (XII век). Памятник истории с 1920 года[3]
- Церковь Сен-Пьер
- Замок Бланзаге[фр.] (XI век)

## Фотогалерея

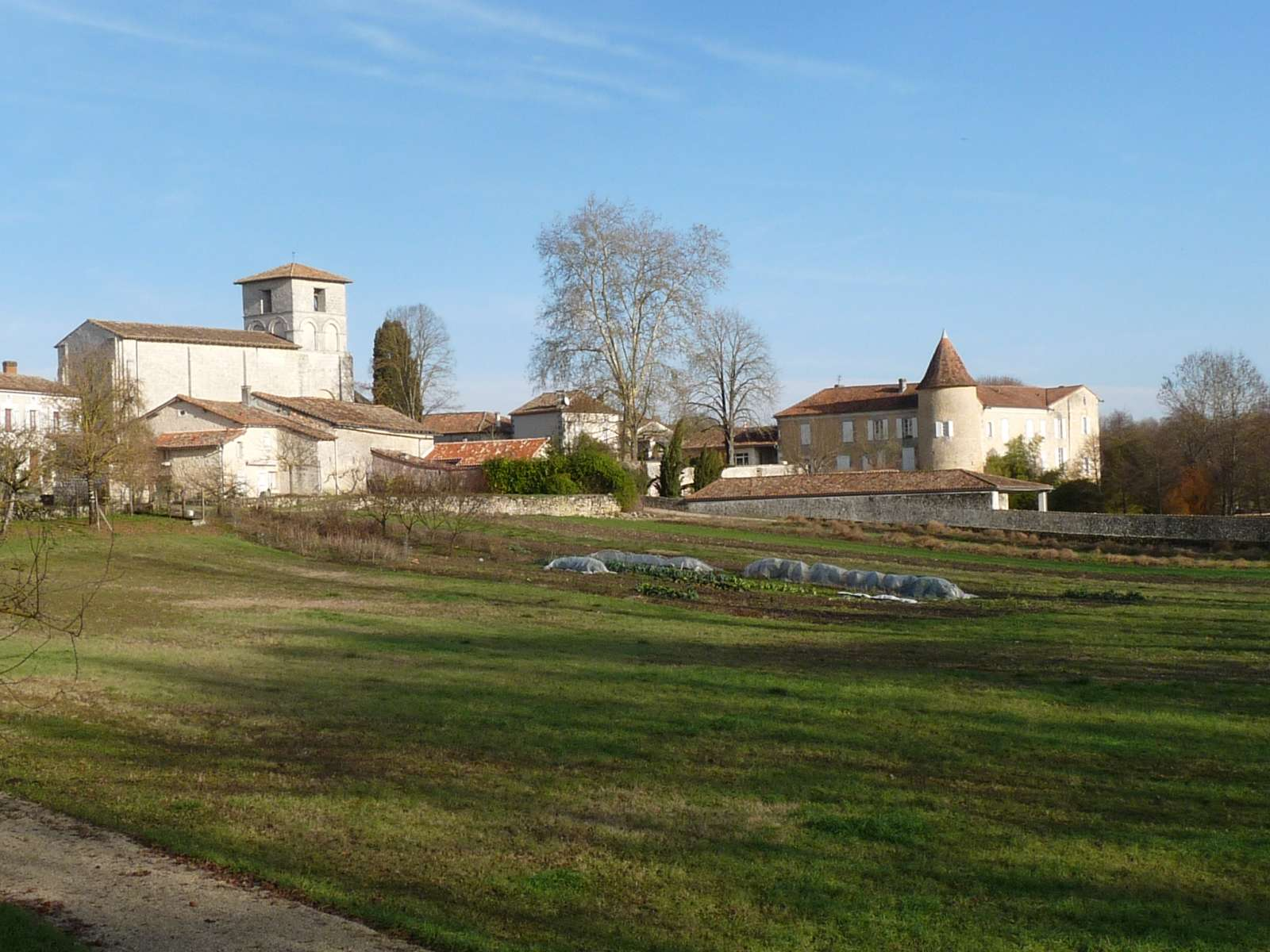
Бланзаге-Сен-Сибар
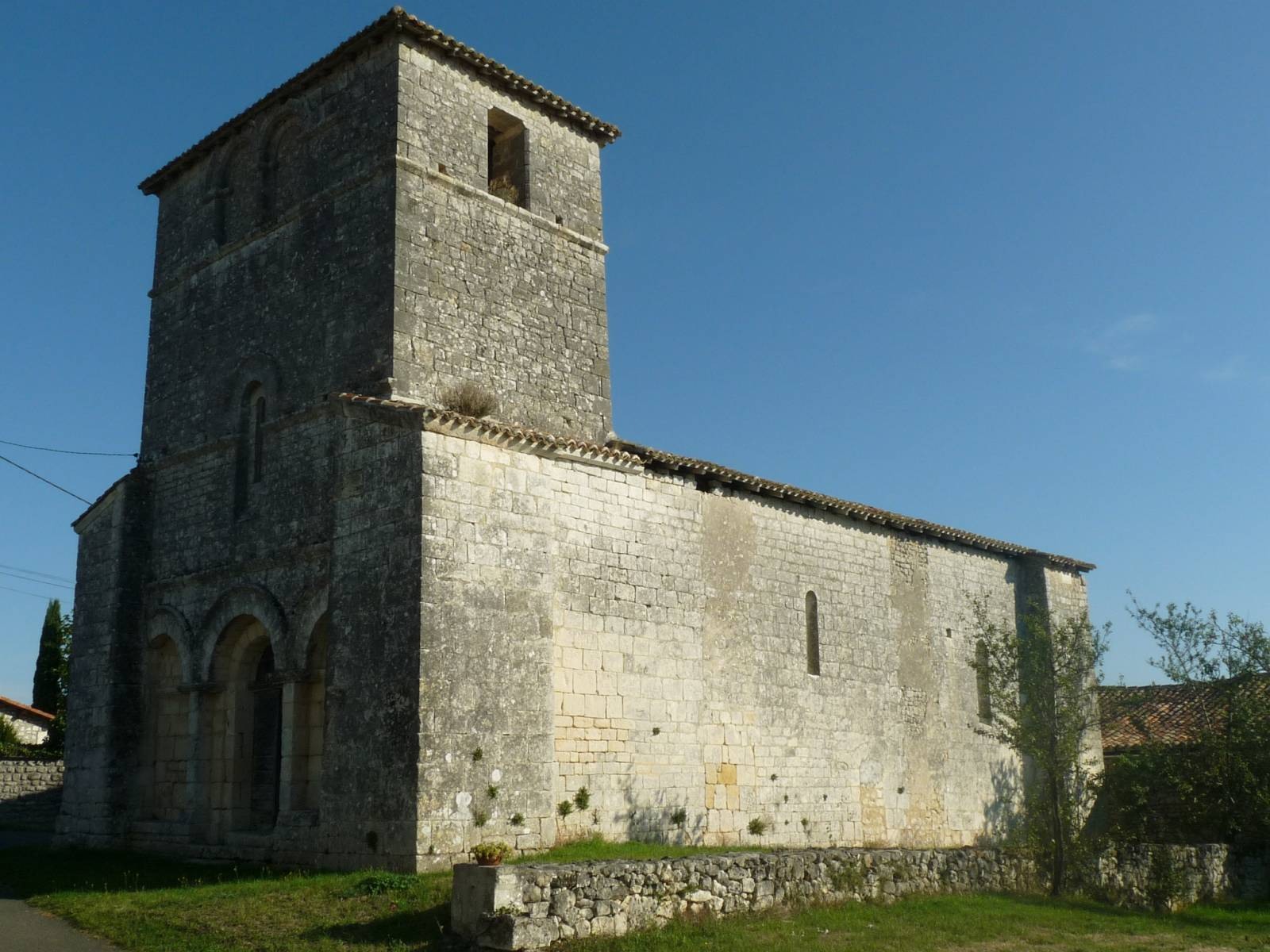
Церковь Сен-Сибар
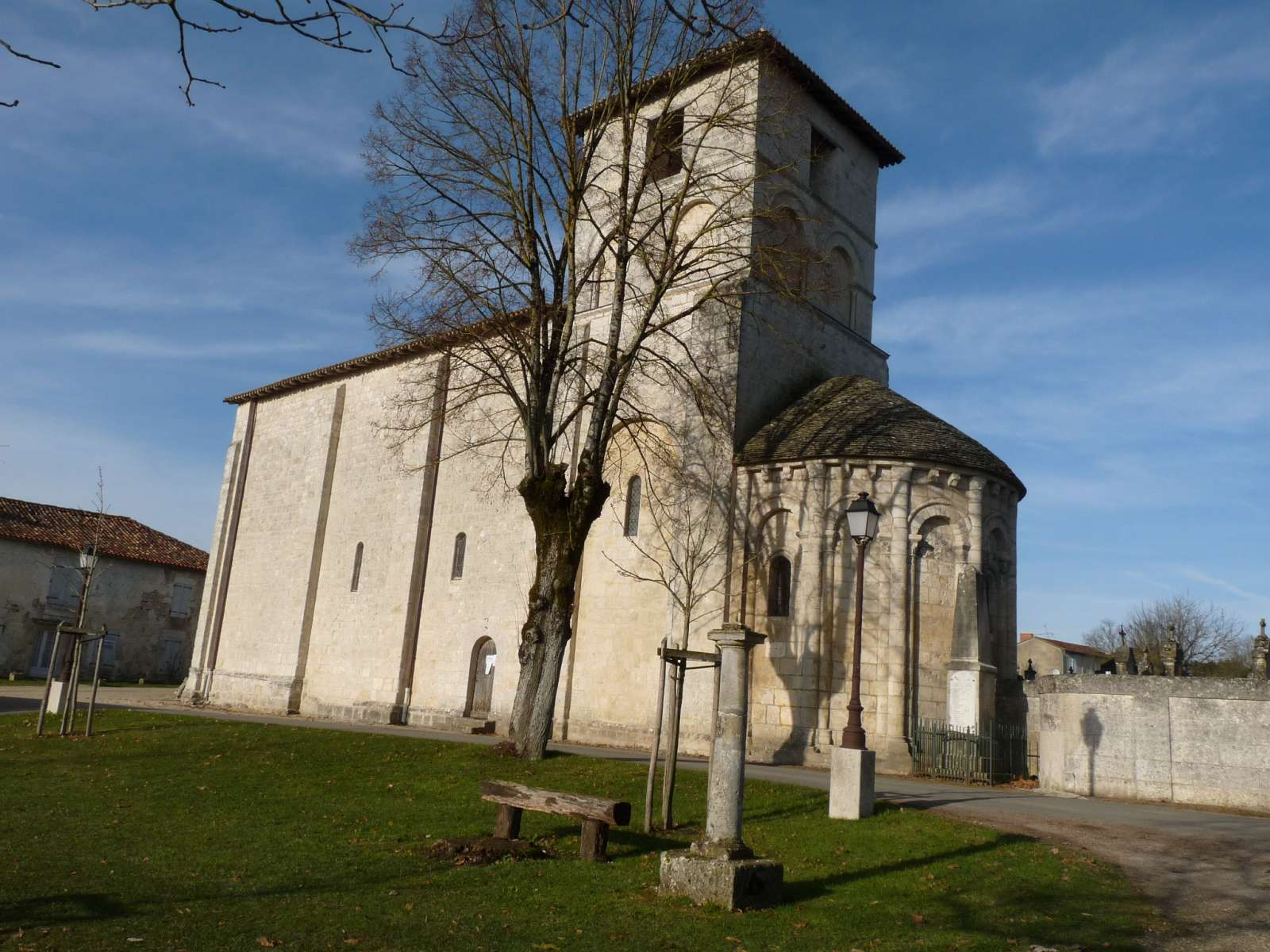
Церковь Сен-Пьер
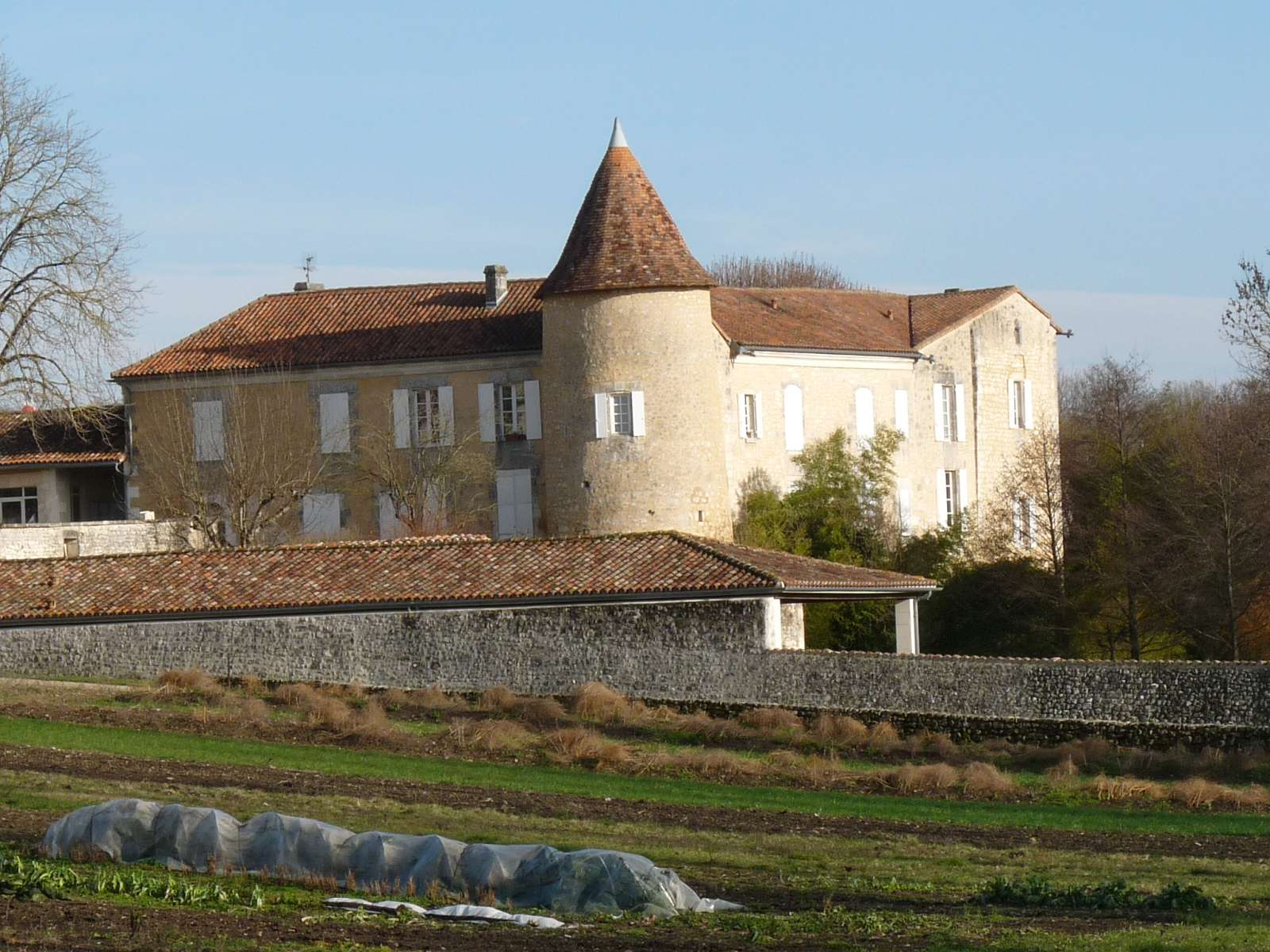
Замок Бланзаге